# Cyclodinus brivioi
Cyclodinus brivioi es una especie de coleóptero de la familia Anthicidae.

## Distribución geográfica
Habita en Italia.